# Provinciale weg 622
De provinciale weg 622 (N622) is een provinciale weg in de provincie Noord-Brabant. De weg vormt een verbinding tussen de N617 nabij Schijndel en Veghel. Ten westen van Veghel heeft de weg een aansluiting op de A50 richting Nijmegen en Eindhoven.
De weg is uitgevoerd als tweestrooks-gebiedsontsluitingsweg met buiten de bebouwde kom een maximumsnelheid van 80 km/h. In de gemeente Meierijstad draagt de weg de straatnamen Nieuwe Eerdsebaan en Eerdsebaan. 
Oorspronkelijk verliep de N622 ter hoogte van Schijndel via de Wijbosscheweg door de bebouwde kom van Wijbosch. Sinds 20 december 2007 kan het verkeer echter gebruikmaken van de Nieuwe Eerdsebaan, een rondweg rond de genoemde kern. De weg door de dorpskern is door de provincie overgedragen aan de toenmalige gemeente Schijndel (thans Meierijstad). Deze heeft de weg zodanig gereconstrueerd dat onaantrekkelijk is geworden voor doorgaand verkeer.
N62 · N69 · N251 · N252 · N253 · N254 · N255 · N256/A256 · N257 · N258 · N260 · N261 · N262 · N263 · N264 · N266 · N267 · N268 · N269 · N270/A270 · N271 · N272 · N273 · N274 · N275 · N276 · N277 · N278 · N279 · N280 · N281 · N282 · N283 · N284 · N285 · N286 · N287 · N288 · N289 · N290 · N291 · N292 · N293 · N294 · N295 · N296 · N296n · N297 · N298 · N300 · N321 · N322 · N324 · N329 · N389 · N394 · N395 · N396 · N397

N556 · N562 · N564 · N570 · N572 · N590 · N595 · N598 · N601 · N602 · N605 · N607 · N612 · N613 · N615 · N616 · N617 · N618 · N620 · N622 · N625 · N629 · N631 · N632 · N637 · N638 · N639 · N640 · N641 · N651 · N652 · N653 · N654 · N655 · N656 · N658 · N659 · N660 · N661 · N662 · N663 · N664 · N665 · N666 · N667 · N668 · N669 · N670 · N671 · N673 · N674 · N675 · N676 · N682 · N683 · N686 · N689 · N690 · N831 · N843

Voormalige provinciale wegen: N299 · N551 · N552 · N553 · N554 · N555 · N560 · N561 · N563 · N565 · N566 · N567 · N568 · N571 · N574 · N580 · N581 · N582 · N583 · N584 · N585 · N586 · N587 · N588 · N589 · N591 · N592 · N593 · N594 · N596 · N597 · N603 · N604 · N606 · N608 · N610 · N611 · N614 · N619 · N621 · N623 · N624 · N626 · N628 · N630 · N634 · N642 · N657